# Джерачи-Сикуло
Джерачи-Сикуло (итал. Geraci Siculo) — коммуна в Италии, располагается в регионе Сицилия, подчиняется административному центру Палермо.
Население составляет 2101 человек, плотность населения составляет 19 чел./км². Занимает площадь 112 км². Почтовый индекс — 90010. Телефонный код — 0921.
Покровителем коммуны почитается святой апостол Варфоломей, празднование 24 августа.